# Teatro del aire
Teatro del aire fue un programa de España radio emitido por la Cadena SER entre 1942 y 1973. Estuvo dirigido primero por Antonio González Calderón y más tarde por José Franco.

## Formato
Se trata de un espacio en el que se dramatizaban las obras de teatro más señeras de autores tanto españoles como internacionales, clásicos o contemporáneos. El portal de pódcast Podium Podcast ha recuperado unos cuantos de ellos.

## Premios
- Premio Ondas, 1954.